# Ulica Pabianicka w Łodzi
Ulica Pabianicka w Łodzi – stanowi trasę wylotową z Łodzi w kierunku Pabianic. Położona jest w dzielnicy Górna. Rozpoczyna się przy placu Niepodległości, a kończy na granicy Łodzi i Ksawerowa (w okolicy skrzyżowania z ul. Ksawerowską / Mały Skręt). Na odcinku rondo Lotników Lwowskich – rondo Henryka Pietrzaka znajduje się w szlaku drogi krajowej nr 14. Dla osób przejeżdżających przez Łódź jest trasą wylotową na Wrocław i Jelenią Górę. Posiada 332 numery adresowe.
Dawniej znajdowała się w ciągu drogi państwowej nr 18 i drogi międzynarodowej E12.
| przed 1939          | 1939–1945         | 1945 – dziś |
| ------------------- | ----------------- | ----------- |
| Stanisława Staszica | Breslauer Strasse | Pabianicka  |

Przed nadaniem Rudzie Pabianickiej praw miejskich ulica miała kilka nazw – najpopularniejszą była Szosa Pabianicka. W okresie międzywojennym nosiła imię Stanisława Staszica.
Jej cały odcinek to część trasy Łódzkiego Tramwaju Regionalnego.

## Obiekty
Zabytki:
- pl. Niepodległości/Pabianicka – park im. Legionów, 1888–1905, nr rej.: A/329 z 29.12.1992
- nr 49 – willa, II połowa XIX wieku, nr rej. A/372 z 2.12.1997;
  - oficyna (dom mieszkalny), nr rej.: jw.
- nr 180/182 – zespół willi Siemensa, 1914 r., nr rej.: A/295 z 20.12.1983;
  - willa,
  - stróżówka,
  - park,
- nr 238 – willa Habika, 1914 r., nr rej.: A/294 z 20.12.1983;
  - park, nr rej.: jw.

Inne:
- nr 2  – willa Ernsta Leonhardta w parku im. Legionów, obecnie jest to Urząd Stanu Cywilnego,
- nr 62 – Wojewódzki Szpital Specjalistyczny im. M. Kopernika,
- nr 152/154 – willa Artura Meistera,
- nr 184 – willa Adolfa Horaka,
- nr 215 – zajezdnia tramwajowa nr 2 MPK Łódź (w rejonie skrzyżowania z ul. Chocianowicką).
- nr 245 – Centrum Handlowe Port Łódź